# Barbus neefi
Barbus neefi är en fiskart som beskrevs av Greenwood 1962. Barbus neefi ingår i släktet Barbus och familjen karpfiskar. IUCN kategoriserar arten globalt som livskraftig. Inga underarter finns listade.